# Großer Preis von Abu Dhabi 2024
Der Große Preis von Abu Dhabi 2024 (offiziell Formula 1 Etihad Airways Abu Dhabi Grand Prix 2024) fand am 8. Dezember 2024 auf dem Yas Marina Circuit in Abu Dhabi, Vereinigte Arabische Emirate statt und war das 24. und letzte Rennen der Formel-1-Weltmeisterschaft 2024.

## Bericht

### Hintergrund
Seit dem Großen Preis von Las Vegas stand Max Verstappen als Weltmeister fest, nach dem Großen Preis von Katar führte er mit 80 Punkten vor Lando Norris und mit 88 Punkten vor Charles Leclerc. In der Konstrukteurswertung führte McLaren mit 21 Punkten vor Ferrari und mit 59 Punkten vor Red Bull, hier konnten nach dem Großen Preis von Katar nur noch McLaren oder Ferrari die Meisterschaft gewinnen.
Beim Großen Preis von Abu Dhabi stellte Pirelli den Fahrern die Reifenmischungen C1 Hard (weiß), C2 Medium (gelb) und C3 Soft (rot) sowie Cinturato Intermediates (grün) und Cinturato Full-Wets (blau) für nasse Bedingungen zur Verfügung.
Vor dem Rennwochenende gab es einen Fahrerwechsel: Bei Alpine wurde Esteban Ocon durch Jack Doohan ersetzt. Doohan hätte eigentlich erst 2025 das Cockpit von Ocon übernehmen sollen, gab allerdings nun bereits beim Saisonfinale 2024 sein Debüt in der Formel 1.
Bei diesem Rennen traten mehrere Fahrer zum letzten Mal für ihre aktuellen Teams an: So bestritt Lewis Hamilton sein letztes Rennen für Mercedes, Carlos Sainz jr. für Ferrari, Franco Colapinto für Williams, Sergio Pérez für Red Bull, Liam Lawson für RB sowie Nico Hülkenberg und Kevin Magnussen für Haas und Valtteri Bottas und Zhou Guanyu für Kick Sauber. Während Hamilton, Sainz jr., Lawson und Hülkenberg für die neue Saison 2025 zu anderen Teams wechseln und Pérez trotz gültigem Vertrag entlassen wurde, fand der Rest keinen Stammplatz für die neue Saison.
Fernando Alonso (acht), Verstappen (sechs), Hülkenberg, Lance Stroll (jeweils vier), Norris (drei), Oscar Piastri, Lawson, Alexander Albon, Colapinto (jeweils zwei), Sainz jr., Pérez und George Russell (jeweils einer) gingen mit Strafpunkten ins Wochenende.
Mit Hamilton (fünfmal), Verstappen (viermal) und Bottas (einmal) traten drei ehemalige Sieger zu diesem Grand Prix an.
Als Rennkommissare für dieses Rennwochenende fungierten Felix Holter (DEU), Loïc Bacquelaine (BEL), Derek Warwick (GBR) und Mohammed Al Hashmi (ARE).

### Training
Im ersten freien Training kamen sechs Young Driver zum Einsatz. Isack Hadjar übernahm den Red Bull von Verstappen, Arthur Leclerc den Ferrari von Sainz jr., Ryō Hirakawa den McLaren von Piastri, Felipe Drugovich den Aston Martin von Stroll, Luke Browning den Williams von Albon und Ayumu Iwasa den RB von Yuki Tsunoda. Charles Leclerc fuhr in 1:24,321 Minuten die Bestzeit vor Norris und Hamilton.
Im zweiten freien Training war Norris mit einer Rundenzeit von 1:23,517 Minuten Schnellster vor Piastri und Hülkenberg.
Im dritten freien Training fuhr Piastri mit einer Rundenzeit von 1:23,433 Minuten die Bestzeit vor Norris und Hamilton.

### Qualifying
Das Qualifying bestand aus drei Teilen mit einer Nettolaufzeit von 45 Minuten. Im ersten Qualifying-Segment (Q1) hatten die Fahrer 18 Minuten Zeit, um sich für das Rennen zu qualifizieren. Alle Fahrer, die im ersten Abschnitt eine Zeit erzielten, die maximal 107 Prozent der schnellsten Rundenzeit betrug, qualifizierten sich für den Grand Prix. Die besten 15 Fahrer erreichten den nächsten Teil. Leclerc war Schnellster. Beide Williams-Fahrer, Zhou, Hamilton und Doohan schieden aus.
Der zweite Abschnitt (Q2) dauerte 15 Minuten. Die zehn schnellsten Piloten qualifizierten sich für den dritten Teil des Qualifyings. Sainz jr. war Schnellster. Beide RB-Fahrer, Stroll, Leclerc und Magnussen schieden aus.
Der finale Abschnitt (Q3) ging über eine Zeit von zwölf Minuten, in denen die ersten zehn Startpositionen vergeben wurden. Norris fuhr in 1:22,595 Minuten die Bestzeit vor Piastri und Sainz jr. Es war die neunte Pole-Position für Norris in der Formel-1-Weltmeisterschaft, davon die achte in dieser Saison.
Hülkenberg wurde im Anschluss um drei Startplätze nach hinten versetzt, da er regelwidrig am Ausgang der Boxengasse überholt hatte.

### Rennen
Norris gewann das Rennen vor Sainz jr. und Leclerc. Es war Norris’ vierter Saisonsieg, der erste große Preis von Abu Dhabi seit 2012, den weder Red Bull noch Mercedes gewinnen sowie der zehnte große Preis von Abu Dhabi in Folge, der von der Pole-Position gewonnen wurde. Die restlichen Punkteplatzierungen belegten Hamilton, Russell, Verstappen, Pierre Gasly, Hülkenberg, Alonso und Piastri. Magnussen erzielte die schnellste Rennrunde, erhielt aber keinen Punkt dafür, da er als 16. in seinem letzten Rennen in der Formel 1 außerhalb der Punkteränge ins Ziel kam. Zhou beendete sein letztes Rennen auf Platz 13, Bottas, Colapinto und Pérez konnten ihr letztes Rennen nicht beenden.
In der Fahrermeisterschaft blieben die ersten drei Positionen unverändert, Norris erzielte als Vizeweltmeister das beste Saisonergebnis seiner Karriere. In der Konstrukteursmeisterschaft bleiben die ersten drei Positionen ebenfalls unverändert, McLaren gewann damit zum neunten Mal insgesamt und zum ersten Mal seit 1998 die Konstrukteursmeisterschaft. Zeitgleich beendet das Team des Fahrerweltmeisters zum ersten Mal seit 1983 die Konstrukteursmeisterschaft nicht auf einer der ersten beiden Positionen.

## Meldeliste
| Team                          | Nr. | Fahrer           | Chassis                           | Motor      | Reifen |
| ----------------------------- | --- | ---------------- | --------------------------------- | ---------- | ------ |
| Oracle Red Bull Racing        | 01  | Max Verstappen   | Red Bull Racing RB20              | Honda RBPT | P      |
| Oracle Red Bull Racing        | 37  | Isack Hadjar     | Red Bull Racing RB20              | Honda RBPT | P      |
| Oracle Red Bull Racing        | 11  | Sergio Pérez     | Red Bull Racing RB20              | Honda RBPT | P      |
| Mercedes-AMG Petronas F1 Team | 63  | George Russell   | Mercedes-AMG F1 W15 E Performance | Mercedes   | P      |
| Mercedes-AMG Petronas F1 Team | 44  | Lewis Hamilton   | Mercedes-AMG F1 W15 E Performance | Mercedes   | P      |
| Scuderia Ferrari              | 16  | Charles Leclerc  | Ferrari SF-24                     | Ferrari    | P      |
| Scuderia Ferrari              | 55  | Carlos Sainz jr. | Ferrari SF-24                     | Ferrari    | P      |
| Scuderia Ferrari              | 39  | Arthur Leclerc   | Ferrari SF-24                     | Ferrari    | P      |
| McLaren F1 Team               | 81  | Oscar Piastri    | McLaren MCL38                     | Mercedes   | P      |
| McLaren F1 Team               | 28  | Ryō Hirakawa     | McLaren MCL38                     | Mercedes   | P      |
| McLaren F1 Team               | 04  | Lando Norris     | McLaren MCL38                     | Mercedes   | P      |
| Aston Martin Aramco F1 Team   | 18  | Lance Stroll     | Aston Martin AMR24                | Mercedes   | P      |
| Aston Martin Aramco F1 Team   | 34  | Felipe Drugovich | Aston Martin AMR24                | Mercedes   | P      |
| Aston Martin Aramco F1 Team   | 14  | Fernando Alonso  | Aston Martin AMR24                | Mercedes   | P      |
| BWT Alpine F1 Team            | 61  | Jack Doohan      | Alpine A524                       | Renault    | P      |
| BWT Alpine F1 Team            | 10  | Pierre Gasly     | Alpine A524                       | Renault    | P      |
| Williams Racing               | 23  | Alexander Albon  | Williams FW46                     | Mercedes   | P      |
| Williams Racing               | 46  | Luke Browning    | Williams FW46                     | Mercedes   | P      |
| Williams Racing               | 43  | Franco Colapinto | Williams FW46                     | Mercedes   | P      |
| Visa Cash App RB F1 Team      | 30  | Liam Lawson      | RB VCARB 01                       | Honda RBPT | P      |
| Visa Cash App RB F1 Team      | 22  | Yuki Tsunoda     | RB VCARB 01                       | Honda RBPT | P      |
| Visa Cash App RB F1 Team      | 40  | Ayumu Iwasa      | RB VCARB 01                       | Honda RBPT | P      |
| Stake F1 Team Kick Sauber     | 77  | Valtteri Bottas  | KICK Sauber C44                   | Ferrari    | P      |
| Stake F1 Team Kick Sauber     | 24  | Zhou Guanyu      | KICK Sauber C44                   | Ferrari    | P      |
| MoneyGram Haas F1 Team        | 20  | Kevin Magnussen  | Haas VF-24                        | Ferrari    | P      |
| MoneyGram Haas F1 Team        | 27  | Nico Hülkenberg  | Haas VF-24                        | Ferrari    | P      |

Anmerkungen
1. 1 2  Der Red Bull mit der Startnummer 37 wurde im ersten freien Training für Hadjar eingesetzt. Verstappen übernahm das Fahrzeug anschließend für das restliche Rennwochenende mit seiner Startnummer 1.
2. 1 2  Der Ferrari mit der Startnummer 39 wurde im ersten freien Training für Arthur Leclerc eingesetzt. Sainz jr. übernahm das Fahrzeug anschließend für das restliche Rennwochenende mit seiner Startnummer 55.
3. 1 2  Der McLaren mit der Startnummer 28 wurde im ersten freien Training für Hirakawa eingesetzt. Piastri übernahm das Fahrzeug anschließend für das restliche Rennwochenende mit seiner Startnummer 81.
4. 1 2  Der Aston Martin mit der Startnummer 34 wurde im ersten freien Training für Drugovich eingesetzt. Stroll übernahm das Fahrzeug anschließend für das restliche Rennwochenende mit seiner Startnummer 18.
5. 1 2  Der Williams mit der Startnummer 46 wurde im ersten freien Training für Browning eingesetzt. Albon übernahm das Fahrzeug anschließend für das restliche Rennwochenende mit seiner Startnummer 23.
6. 1 2  Der RB mit der Startnummer 40 wurde im ersten freien Training für Iwasa eingesetzt. Tsunoda übernahm das Fahrzeug anschließend für das restliche Rennwochenende mit seiner Startnummer 22.

## Klassifikationen

### Qualifying
| Pos.                                                                      | Fahrer           | Konstrukteur                 | Q1       | Q2       | Q3       | Start |
| ------------------------------------------------------------------------- | ---------------- | ---------------------------- | -------- | -------- | -------- | ----- |
| 01                                                                        | Lando Norris     | McLaren-Mercedes             | 1:23,682 | 1:23,098 | 1:22,595 | 01    |
| 02                                                                        | Oscar Piastri    | McLaren-Mercedes             | 1:23,640 | 1:23,199 | 1:22,804 | 02    |
| 03                                                                        | Carlos Sainz jr. | Ferrari                      | 1:23,487 | 1:22,985 | 1:22,824 | 03    |
| 04                                                                        | Nico Hülkenberg  | Haas-Ferrari                 | 1:23,722 | 1:23,040 | 1:22,886 | 7     |
| 05                                                                        | Max Verstappen   | Red Bull Racing-Honda RBPT   | 1:23,516 | 1:22,998 | 1:22,945 | 04    |
| 06                                                                        | Pierre Gasly     | Alpine-Renault               | 1:23,548 | 1:23,086 | 1:22,984 | 05    |
| 07                                                                        | George Russell   | Mercedes                     | 1:23,678 | 1:23,283 | 1:23,132 | 06    |
| 08                                                                        | Fernando Alonso  | Aston Martin Aramco-Mercedes | 1:23,794 | 1:23,268 | 1:23,196 | 08    |
| 09                                                                        | Valtteri Bottas  | Kick Sauber-Ferrari          | 1:23,481 | 1:23,341 | 1:23,204 | 09    |
| 10                                                                        | Sergio Pérez     | Red Bull Racing-Honda RBPT   | 1:23,559 | 1:23,379 | 1:23,264 | 10    |
| 11                                                                        | Yuki Tsunoda     | RB-Honda RBPT                | 1:23,735 | 1:23,419 | –        | 11    |
| 12                                                                        | Liam Lawson      | RB-Honda RBPT                | 1:23,733 | 1:23,472 | –        | 12    |
| 13                                                                        | Lance Stroll     | Aston Martin Aramco-Mercedes | 1:23,729 | 1:23,784 | –        | 13    |
| 14                                                                        | Charles Leclerc  | Ferrari                      | 1:23,302 | 1:23,833 | –        | 19    |
| 15                                                                        | Kevin Magnussen  | Haas-Ferrari                 | 1:23,632 | 1:23,877 | –        | 14    |
| 16                                                                        | Alexander Albon  | Williams-Mercedes            | 1:23,821 | –        | –        | 18    |
| 17                                                                        | Zhou Guanyu      | Kick Sauber-Ferrari          | 1:23,880 | –        | –        | 16    |
| 18                                                                        | Lewis Hamilton   | Mercedes                     | 1:23,887 | –        | –        | 16    |
| 19                                                                        | Franco Colapinto | Williams-Mercedes            | 1:23,912 | –        | –        | 20    |
| 20                                                                        | Jack Doohan      | Alpine-Renault               | 1:24,105 | –        | –        | 17    |
| 107-Prozent-Zeit: 1:29,133 min (bezogen auf Q1-Bestzeit von 1:23,302 min) |                  |                              |          |          |          |       |

Anmerkungen
1. ↑  Nico Hülkenberg erhielt eine Strafe von drei Plätzen in der Startaufstellung, weil er in Q1 zwei Autos im Tunnelabschnitt der Boxenausfahrt überholt hatte.
2. ↑  Charles Leclerc wurde wegen eines dritten Energiespeichers um zehn Plätze in der Startaufstellung bestraft.
3. ↑  Alexander Albon wurde wegen eines Getriebewechsels in der Startaufstellung um fünf Plätze bestraft.
4. ↑  Franco Colapinto erhielt wegen eines Getriebewechsels eine Startplatzstrafe von fünf Plätzen.

### Rennen
| Pos.                                                               | Fahrer           | Konstrukteur                 | Runden | Stopps | Zeit        | Start | Schnellste Rennrunde |
| ------------------------------------------------------------------ | ---------------- | ---------------------------- | ------ | ------ | ----------- | ----- | -------------------- |
| 01                                                                 | Lando Norris     | McLaren-Mercedes             | 58     | 1      | 1:26:33,291 | 01    | 1:27,438 (52.)       |
| 02                                                                 | Carlos Sainz jr. | Ferrari                      | 58     | 1      | + 5,832     | 03    | 1:27,765 (56.)       |
| 03                                                                 | Charles Leclerc  | Ferrari                      | 58     | 1      | + 31,928    | 19    | 1:28,018 (51.)       |
| 04                                                                 | Lewis Hamilton   | Mercedes                     | 58     | 1      | + 36,483    | 16    | 1;27,278 (44.)       |
| 05                                                                 | George Russell   | Mercedes                     | 58     | 1      | + 37,538    | 06    | 1:28,195 (56.)       |
| 06                                                                 | Max Verstappen   | Red Bull Racing-Honda RBPT   | 58     | 1      | + 49,487    | 04    | 1:27,765 (55.)       |
| 07                                                                 | Pierre Gasly     | Alpine-Renault               | 58     | 1      | + 1:12,560  | 05    | 1:29,251 (30.)       |
| 08                                                                 | Nico Hülkenberg  | Haas-Ferrari                 | 58     | 1      | + 1:15,554  | 07    | 1:29,152 (17.)       |
| 09                                                                 | Fernando Alonso  | Aston Martin Aramco-Mercedes | 58     | 2      | + 1:22,373  | 08    | 1:27,948 (51.)       |
| 10                                                                 | Oscar Piastri    | McLaren-Mercedes             | 58     | 2      | + 1:23,821  | 02    | 1:27,690 (51.)       |
| 11                                                                 | Alexander Albon  | Williams-Mercedes            | 57     | 1      | + 1 Runde   | 18    | 1:29,438 (46.)       |
| 12                                                                 | Yuki Tsunoda     | RB-Honda RBPT                | 57     | 1      | + 1 Runde   | 11    | 1:29,200 (41.)       |
| 13                                                                 | Zhou Guanyu      | Kick Sauber-Ferrari          | 57     | 2      | + 1 Runde   | 15    | 1:27,982 (56.)       |
| 14                                                                 | Lance Stroll     | Aston Martin Aramco-Mercedes | 57     | 2      | + 1 Runde   | 13    | 1:28,604 (42.)       |
| 15                                                                 | Jack Doohan      | Alpine-Renault               | 57     | 1      | + 1 Runde   | 17    | 1:29,121 (56.)       |
| 16                                                                 | Kevin Magnussen  | Haas-Ferrari                 | 57     | 4      | + 1 Runde   | 14    | 1:25,637 (57.)       |
| 17                                                                 | Liam Lawson      | RB-Honda RBPT                | 55     | 3      | + 3 Runden  | 12    | 1:28,751 (52.)       |
| –                                                                  | Valtteri Bottas  | Kick Sauber-Ferrari          | 30     | 1      | DNF         | 09    | 1:29,482 (14.)       |
| –                                                                  | Franco Colapinto | Williams-Mercedes            | 26     | 1      | DNF         | 20    | 1:29,411 (05.)       |
| –                                                                  | Sergio Pérez     | Red Bull Racing-Honda RBPT   | 0      | 0      | DNF         | 10    | –                    |
| Fahrer des Tages: Charles Leclerc (29,4 % der abgegebenen Stimmen) |                  |                              |        |        |             |       |                      |

Anmerkungen
1. ↑  Stroll beendete das Rennen als Zwölfter, erhielt allerdings eine Fünf-Sekunden-Zeitstrafe wegen Track-Limits und rutschte auf Platz 14 ab

## WM-Stände nach dem Rennen
Die ersten zehn des Rennens bekamen 25, 18, 15, 12, 10, 8, 6, 4, 2 bzw. 1 Punkt(e). Der Punkt für die schnellste Rennrunde wurde nicht vergeben, da der betreffende Fahrer nicht unter den ersten Zehn ins Ziel kam.

### Fahrerwertung
| Pos. | Fahrer           | Konstrukteur                 | Punkte |
| ---- | ---------------- | ---------------------------- | ------ |
| 01   | Max Verstappen   | Red Bull Racing-Honda RBPT   | 437    |
| 02   | Lando Norris     | McLaren-Mercedes             | 374    |
| 03   | Charles Leclerc  | Ferrari                      | 356    |
| 04   | Oscar Piastri    | McLaren-Mercedes             | 292    |
| 05   | Carlos Sainz jr. | Ferrari                      | 290    |
| 06   | George Russell   | Mercedes                     | 245    |
| 07   | Lewis Hamilton   | Mercedes                     | 223    |
| 08   | Sergio Pérez     | Red Bull Racing-Honda RBPT   | 152    |
| 09   | Fernando Alonso  | Aston Martin Aramco-Mercedes | 70     |
| 10   | Pierre Gasly     | Alpine-Renault               | 42     |
| 11   | Nico Hülkenberg  | Haas-Ferrari                 | 41     |
| 12   | Yuki Tsunoda     | RB-Honda RBPT                | 30     |

| Pos. | Fahrer           | Konstrukteur                 | Punkte |
| ---- | ---------------- | ---------------------------- | ------ |
| 13   | Lance Stroll     | Aston Martin Aramco-Mercedes | 24     |
| 14   | Esteban Ocon     | Alpine-Renault               | 23     |
| 15   | Kevin Magnussen  | Haas-Ferrari                 | 16     |
| 16   | Alexander Albon  | Williams-Mercedes            | 12     |
| 17   | Daniel Ricciardo | RB-Honda RBPT                | 12     |
| 18   | Oliver Bearman   | Ferrari / Haas-Ferrari       | 7      |
| 19   | Franco Colapinto | Williams-Mercedes            | 5      |
| 20   | Zhou Guanyu      | Kick Sauber-Ferrari          | 4      |
| 21   | Liam Lawson      | RB-Honda RBPT                | 4      |
| 22   | Valtteri Bottas  | Kick Sauber-Ferrari          | 0      |
| 23   | Logan Sargeant   | Williams-Mercedes            | 0      |
| 24   | Jack Doohan      | Alpine-Renault               | 0      |

### Konstrukteurswertung
| Pos. | Konstrukteur                 | Punkte |
| ---- | ---------------------------- | ------ |
| 01   | McLaren-Mercedes             | 666    |
| 02   | Ferrari                      | 652    |
| 03   | Red Bull Racing-Honda RBPT   | 589    |
| 04   | Mercedes                     | 468    |
| 05   | Aston Martin Aramco-Mercedes | 94     |

| Pos. | Konstrukteur        | Punkte |
| ---- | ------------------- | ------ |
| 06   | Alpine-Renault      | 65     |
| 07   | Haas-Ferrari        | 58     |
| 08   | RB-Honda RBPT       | 46     |
| 09   | Williams-Mercedes   | 17     |
| 10   | Kick Sauber-Ferrari | 4      |